# Institut for Politik og Samfund
Institut for Politik og Samfund (tidligere Institut for Statskundskab) er et institut på Aalborg Universitet under Det Samfundsvidenskabelige Fakultet. Det ligger i Aalborg, men har ligeledes en afdeling i København.
Instituttet rummer 11 forskningsgrupper med ca. 100 forskere i alt. De repræsenterer eksempelvis historie, digitalisering, kønsstudier, arbejdsmarked- og organisationsanalyse, udviklingsstudier, internationale relationer, politologi, europæiske studier og globale flygtningestudier. 

## Uddannelser
| Bachelor - Historie - Samfundsfag - Innovation og Digitalisering - Politik og Administration | Kandidat - Development and International Relations - European Studies - Historie - It-ledelse - Politik og Administration - Samfundsfag |